# Rogojeni, Șoldănești
Rogojeni este satul de reședință al comunei cu același nume din raionul Șoldănești, Republica Moldova.
Rogojeni este situat la latitudinea 47.8269 longitudinea 28.4093 și altitudinea de 95 metri față de nivelul mării. Comuna Rogojeni este așezată pe malul stâng al râului Răut. Din componența comunei fac parte s. Rogojeni (sat-reședință) și Rogojeni (localitatea căii ferate). 
Prin comună trece calea ferată Bălți – Mateuți. Mulți oameni și-au construit case la 4 km de sat, adică mai aproape de gară, unde pământul este nivelat, formând o comunitate mai mare de 774 locuitori.
Distanța directă până la municipiul Chișinău este de 94 km. Într-o rază de până la 7 km sunt satele Roșietici, Țîra, Roșieticii Vechi, Cenușa, Ghindești, Domulgeni, Cașunca, Stîrceni, Sîrbești, Hîrtop, Bobulești, Ciutulești, orașul Ghindești din raionul Florești și comuna Rogojeni (Stație de Cale Ferată), satul Pohoarna din Raionul Șoldănești.

## Nume
Denumirea satului Rogojeni provine de la împletiturile din trestie și papură, cunoscute sub numele de "rogojină," care erau confecționate de locuitorii nativi. Aceste împletituri erau folosite pentru acoperișurile caselor și pentru a decora interioarele.

## Arheologie

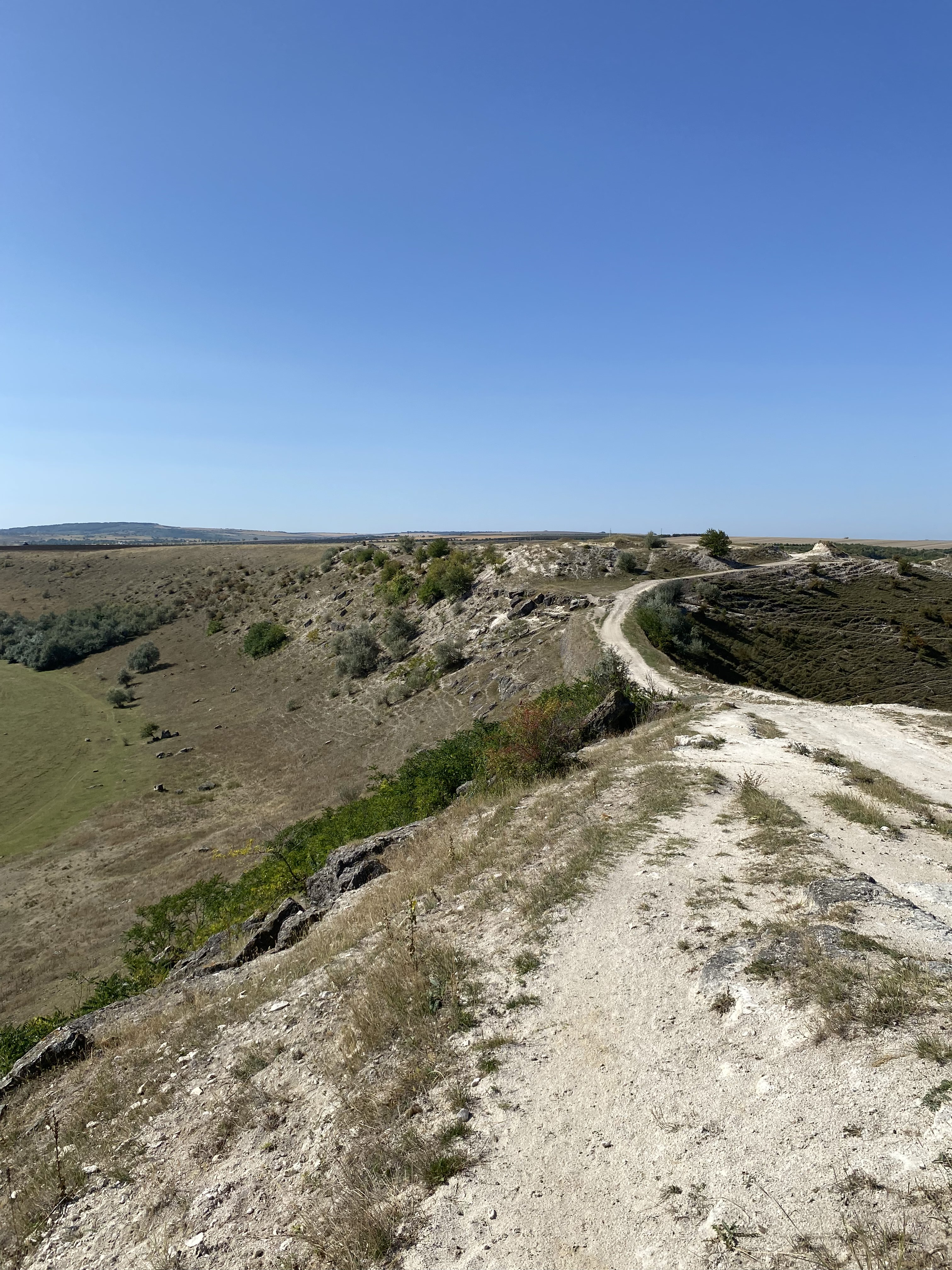

Pe teritoriul localității există monumente istorice din diferite perioade. Se poate menționa că există monumente incluse în Registrul monumentelor ocrotite de stat: o necropolă ce datează cu sec. III, semn comemorativ „Stâlpul cărăușului” (sec. XVIII) și 8 tumuli. 
Printre rămășițele imperiului otoman identificate în cadrul localității sunt: Movilă cu Semiluna de la Turci din piatră și Podul Turcului sau Grumazul - o construcție din piatră construit după o tehnică moldovenească veche, în gol, adică fără mortar, care unește două stânci și permite deplasarea fără pericol către punctul Cot din localitate. Materialul utilizat și stilul ingineresc folosit ne demonstrează că împreună cu Podul de fier și Podețul de caldarâm făceau parte din același drum strategic.

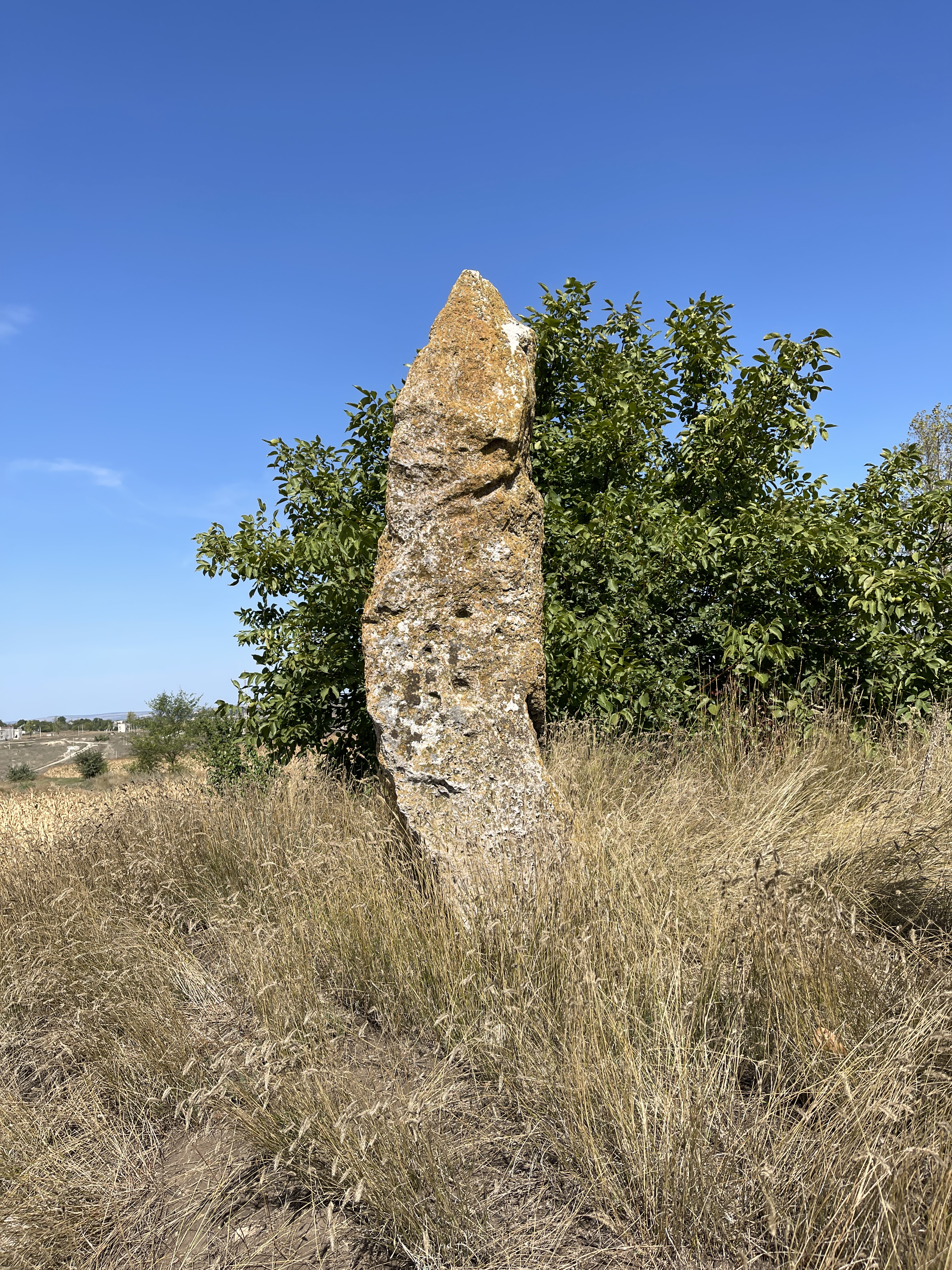

Monumente lăsate de imperiul rus cu însemnare istorică și o atracție turistică ar putea deveni Gara Feroviară, construită în secolul al XIX-lea și Turnul de Apă, construit în 1893. Inițial, turnul asigura locomotivele cu apă. Este construit din cărămidă roșie, iar fundamentul – din piatră. Monumentul Eroilor căzuți în cel de-a doilea Război Mondial.
În 2020 în localitate arheologii au descoperit un bordei care conținea numeroase fragmente ceramice, fragmente de vase de lut, unelte de muncă din silex, os, multiple oase de animale care erau consumate de locuitorii așezării acum aproximativ 7000 de ani.
Acestea aparțin culturii Precucuteni-Tripolie, cu o vechime de aproximativ 6500-7000 de ani. Descoperirile includ numeroase vase ceramice de uz comun și de prestigiu (frumos decorate cu motive geometrice adâncite, canelate și imprimate), unelte și arme de silex, piatră, os și corn, obiecte de podoabă și cult de diferite forme și dimensiuni, întregi și fragmentare. Cu toate acestea, descoperirile arheologice de pe acest teritoriu furnizează dovezi ale continuității locuirii umane în satul Rogojeni încă din vremuri preistorice. Aceste descoperiri arheologice se păstrează  în Muzeul Național de Istorie a  Moldovei.

## Istorie
Unele surse afirmă că prima atestare documentară a localității datează cu 14 mai 1479, când Ștefan cel Mare dăruiește lui Duma pârcălab de Cetatea Albă. Dar analizând conținutul hrisovului observăm că este vorba de o altă localitate omonimă situată pe râul Siret,: Din mila lui Dumnezeu, noi, Ștefan voievod, domn al Țării Moldovei. Iată acest adevărat și credincios boier al nostru, pan Duma pârcălab de Cetatea Nouă, ne-a slujit nouă drept și credincios. De aceea, noi, vădind slujba lui dreaptă și credincioasă către noi, i-am miluit cu deosebita noastră și i-am dat și i-am întărit în țara noastră, în Moldova, ocina lui dreapta, două sate, anume Rogojenii, pe Siret.... Localizarea exactă a acestei localități nu se cunoaște, unii istorici îl plasează în județul Bacău, alții îl identifică cu Rogojeștii din județul Botoșani.
Prima atestare documentară sigură a localității datează din 1623 când domnitorul Ștefan Tomșa întărea lui Manolache Vameș  mai multe sate din ținutul Soroca, printre care și Rogojeni pe Răut:
„Din mila lui Dumnezeu, noi, Io Ștefan Tomșa voievod, domn al Țării Moldovei. Facem cunoscut cu aceasta carte a noastră tuturor care o vor vedea sau o vor auzi citindu-se. Iată acel adevărat boier al nostru credincios, Manolachi, mare vameș, a slujit înainte sfântrăposaților domni de mai înainte dreptcredincios și a slujit și domniei mele drept și credincios. Deci noi, dacă am văzut slujba lui dreaptă și credincioasă față de noi, i-am miluit cu mila noastră deosebită și i-am dat și i-am miluit de la noi în țara noastră a Moldovei cu trei sate, anume: Rogojanii, și Vistiernicii și Roșiacii pe Răut, care sunt în ținutul Soroca, cu vaduri de moară și cu bălți de pește, și satul Mășceanii pe Nistru în același ținut, care acele sate mai sus scrise au fost ale lui Isac Balica hatman, dar le-a pierdut în viclenia sa, când s-a ridicat cu domnul său, Constantin voievod, și cu mare mulțime de leși și cazaci împotriva domniei mele ....

...

Iar pentru mai mare putere și întărire a celor tuturor mai sus scrise am poruncit credinciosului și cinstitului nostru boier panului Ionașco Gheanghea mare logofăt să scrie și să lege pecetea noastră la această carte adevărată a noastră.

În anul 7131 <1623> aprilie 9 zile.

Ștefan voievod.

Ionașco Gheanghea.”
Ulterior, Rogojenii sunt menționați la 23 aprilie 1623, la acel moment satul avea heleșteu și loc de moară pe Răut și a aparținut lui Isac Balica hatmanul, care sa răzvrătit împotriva lui Ștefan Tomșa, fusese omorât în lupta de pe râul Jijia, iar moșiile sale au fost confiscate de domn. În 1680 moșia Rogojeni este în proprietatea lui Vasile Mârzac settaral, care stăpânește mai multe sate de pe malul Nistrului în ținutul Soroca.
Prima biserică este atestată  în localitate în anul 1810. Sursele istorice ne menționează că biserica era construită din nuiele și unsă cu lut și avea hramul Sf. Nicolae. În 1872 a fost construită biserica din piatră.
Prima școală se construiește în 1908 prin donația moșierului Gheorghe Vârnav, care a dăruit o  desetină de pământ pentru școala din zemstva și tot el și-a asumat toate cheltuielile pentru construcția ei. 
În 1894 este menționată localitatea căii ferate Rogojeni care la acel moment a fost construită pe moșia satului Budești (astăzi o mahala a satului Pohoarna).
În 1904 făcea parte din volostea Cotiujeni, județul Soroca.
În anul 1912 în sat este menționat un punct de convorbiri telefonice. În perioada interbelică localitatea a continuat să se dezvolte, pe teritoriul satului fiind menționate: gospodării boierești, cariera de piatră, școala primară, stație de cale ferată, biserica, postat la primărie.
După anexarea Basarabiei la URSS localitatea trece prin represiunile și deportările staliniste. În perioada sovietică în localitatea căii ferate Rogojeni este construită uzina de asfalt. În localitatea activa o brigadă a sovhozului, casă de cultură, bibliotecă, punct medical, magazin, grădiniță.
În 2020 în procesul lucrărilor de reconstrucție a traseului național Sărăteni-Soroca, la Rogojeni au fost realizate și cercetări arheologice care au dus la descoperirea unui complex: o locuință de suprafață, un bordei și câteva gropi menajere, aparținând culturii Precucuteni-Tripolie, cu o vechime de aproximativ 6500-7000 de ani. Aceste descoperiri arheologice se păstrează  în Muzeul Național de Istorie a  Moldovei .
Cu toate acestea, descoperirile arheologice de pe acest teritoriu furnizează dovezi ale continuității locuirii umane în satul Rogojeni încă din vremuri preistorice. Monumentele istorice locale oferă informații valoroase despre culturile antice care au prosperat cândva în zonă, îmbogățindu-ne înțelegerea semnificației istorice a satului.

## Populație
Structura etnică în 2004
     Moldoveni/români (87,3%)
     Ucraineni (11,2%)
     Ruși (1,5%)
La recensământului populației din 2004 au fost înregistrați 71 de persoane, inclusiv 38 bărbați (53,52%) și 33 femei (46,48%). Componența etnică este următoarea: moldoveni/români - 62 persoane, ucraineni - 8 persoane și un rus. În același an numărul gospodăriilor a costituit 240, mărimea medie a unei gospodării fiind de 3,1 persoane.
| An   | Populație |
| ---- | --------- |
| 1859 | 107       |
| 1902 | 299       |
| 1930 | 345       |
| 1941 | 344       |
| 1989 | 181       |
| 2004 | 71        |

## Localități înfrățite
- Suceveni, Galați, România